# اردوان زاخویی
اردوان زاخویی (به کردی: ئەردەوان زاخۆیی Erdewan Zaxoyî) خواننده و هنرمند نامدار و سرشناس کردستان عراق است.

## زندگی
اردوان زاخویی در سال ۱۹۵۳ در شهر زاخو ۵۰ کم شمال غرب شهر دهوک متولد شد. در کودکی به علت‌های سیاسی و اجتماعی نتوانست به مدرسه اش ادامه بدهد و آن را رها کرد. در جوانی اردوان به خوانندگی و هنر متمایل شد و خواست خوانندگی را شروع کند. به همین سبب در سال ۱۹۷۸ اولین اثر خود را پخش کرد.

## فعالیت
پس از ۱۹۷۸ به پیشمرگهای کردستان پیوست اما در حین انجام مبارزه دست از خوانندگی و هنر خود نکشید و چندین ترانه و کاست را به طرفداران خود اهدا کرد. وی چندین آهنگهای شورشگری و ملی‌گرایی ساخت.
روز ۲۶ ژانویه ۱۹۸۶ یعنی چند روز بعد از مرگ ایاز زاخویی در حالی که اردوان در یک هتل در بغداد خوابیده بود، مٲمورین بعث وی را بازداشت کردند و وی را ناپدید کردند و از آن روز تا امروز هیچ‌کس نمی‌داند که اردوان در کجاست و چه بلایی بر سر وی آمده‌است.